# Folksonomie
Folksonomie (anglicky folksonomy, francouzsky folksonomie) je pomocný prostředek pro kategorizaci obsahu internetu.
Uživatelé sami označují/popisují obsah WWW stránek pomocí určitých tagů (popisků), které slouží pro jejich utřídění a pozdější rychlejší vyhledání.

## Charakteristika
Termín folksonomie pochází z folk = lidový, a taxonomie = třídění. Je to tedy takové lidové třídění znalostí. Obvykle je tvořena určitou skupinou, uživateli určitého zdrojového dokumentu. Objevuje se na internetu, hlavně v komunitách jako jsou Flickr, Del.ico.us, či The Library thing. Souvisí s trendem Webu 2.0, kdy je internet stále více tvořený uživateli (různé sociální komunity, personalizace domén – Seznam, Google). V současnosti je folksonomií rovněž stále více využíváno v Library 2.0 a v OPACích nové generace (např. AquaBrowser, WorldCat či VuFind).

## Tagování

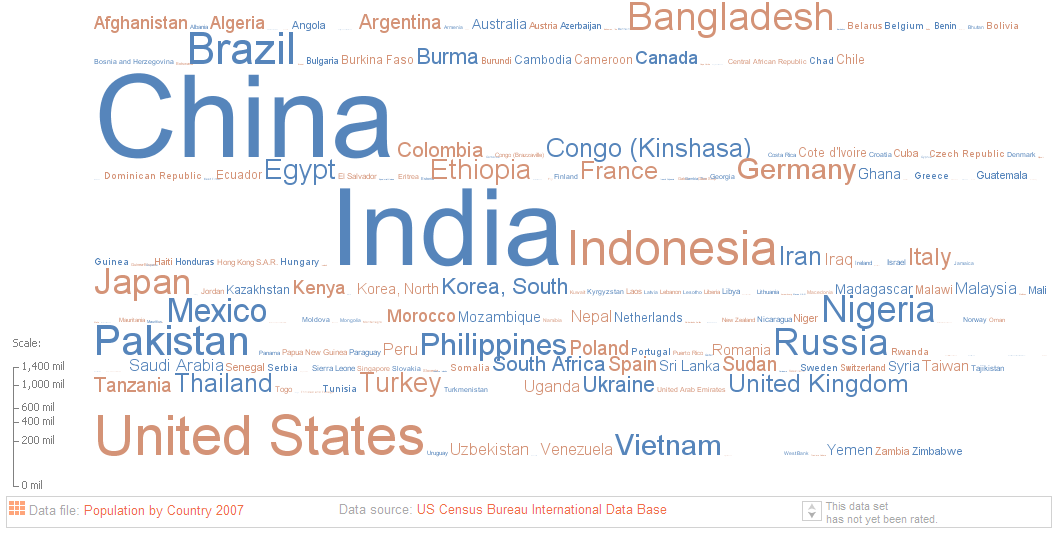
Tagové mračno (tag cloud) vyjadřující velikost populace v jednotlivých zemích

Uživatelé sami vytvářejí tagy, něco jako laická klíčová slova popisující věcný obsah dokumentů (webové stránky, video, obrázky, blogy, fóra atd), a přidávají je k těmto online vystaveným dokumentům/položkám. Konečné tagy uživatelé hodnotí, třídí a sdílejí. Tento způsob je pro uživatele atraktivnější, než kolikrát nepřístupné uživatelské rozhraní speciálních systémů.
Uživatelé postupně doplňují další a další tagy, které se seskupují kolem jednoho hlavního a vznikají tak tzv. tag clouds (tagová mračna). Tyto tagy, vyskytující se kolem jednoho hlavního, jsou navzájem propojeny, dále mohou být nějakým způsobem příbuzné a mohou nás dovést k hledanému dokumentu. Tagová mračna se objevují v různorodých grafických zpracováních, mohou být seřazena abecedně, nebo to může být shluk různě proházených slov a důležitost, frekvence četnosti se zde zdůrazňuje pomocí velikosti fontu.

## Druhy folksonomií
Folksonomii můžeme rozdělit na širokou a úzkou.
- V široké folksonomii popisuje více lidí stejný objekt více tagy. Každý uživatel samozřejmě uplatňuje subjektivní hledisko pohledu a subjektivní slovní zásobu. Slouží jako archívy metadat, obsahují pouze odkazy na cílové dokumenty a pomáhají je třídit.
- V úzké folksonomii uloží uživatel do databáze skupinu tagů.[4]

## Výhody
Velkou výhodou, je že uživatel si sám tvoří folksonomický systém, své vlastní vyhledávání. Je pro něj srozumitelnější než různé speciální systémy. Vyhledávání se pro něj stává osobnějším, založeným na jeho zkušenostech, a tak se uživateli zde i lépe vyhledává.
Další výhodou je velká pružnost systému. Nové termíny se do systému bez problémů včleňují. Uživatelův slovník se mění rychle a často, což u folksonomie není větší problém zohlednit, ale u řízených slovníků již to není tak lehké.
Dalším z důležitých prvků folksonomie je sdílení klíčových slov, tagů, popisující obsah dokumentu.

## Nevýhody
Velkým problémem u tagování dokumentů se jeví jeho nepřesnost. Uživatelé nepoužívají žádné standardy, které by jejich indexování sjednotily. Folksonomické systémy tvoří sami uživatelé, a tak jsou tagy neodborné, subjektivní a nepřesné.
Většinou je problém, že zde neprobíhá žádná kontrola, například by byla velmi žádaná kontrola synonym a homonym, používání množného a jednotného čísla, kontrola pravopisných chyb a překlepů.
Problémem je, že některé komunity nepovolují u víceslovných pojmenování mezeru, dále např. nepovolují velká písmena, což může způsobovat problém u zkratek. Také by bylo záhodno kontrolovat nesmyslné tagy (gaming), které někteří vtipálci rádi přidávají. Vzhledem k tomuto všemu jsou folksonomie vhodné jen u určitých typů dokumentů.